# 阿德里亚·菲格拉斯
阿德里亚·菲格拉斯（西班牙語：Adrià Figueras，1988年8月31日—），西班牙男子手球运动员。他曾代表西班牙国家队参加2020年夏季奥林匹克运动会男子手球比赛，获得一枚铜牌。